# Lijst van staatshoofden van de Centraal-Afrikaanse Republiek
Dit is een lijst van staatshoofden van de Centraal-Afrikaanse Republiek.

## Beknopte tijdslijn
| 1893      | Franse kolonie Centraal-Afrikaanse Republiek                                                  |
| 1894      | Franse kolonie Centraal-Afrikaanse Republiek                                                  |
| 1903      | Oubangui-Chari                                                                                |
| 1906      | Oubangui-Chari wordt samen met Tsjaad samengevoegd tot de Franse kolonie Oubangui-Chari-Tchad |
| 1910-1958 | Oubangui-Chari onderdeel van Frans-Equatoriaal-Afrika                                         |
| 1958      | De autonome staat Centraal-Afrikaanse Republiek wordt opgericht                               |
| 1960      | 13 augustus: onafhankelijkheid (Centraal-Afrikaanse Republiek)                                |
| 1976-1979 | Centraal-Afrikaans Keizerrijk                                                                 |
| 1979      | Centraal-Afrikaanse Republiek hersteld                                                        |

## Staatshoofden van de Centraal-Afrikaanse Republiek (1957-heden)

### (Vice)president van de Regeringsraad (1957-1958)
| President                       | Ambtstermijn | Partij |
| ------------------------------- | ------------ | ------ |
| Abel Nguéndé Goumba (1926-2009) | 1957-1958    | MESAN  |

### Presidenten van de Centraal-Afrikaanse Republiek (1960-1976)
| President | President                                                                       | Ambtstermijn     | Ambtstermijn    | Partij |
| --------- | ------------------------------------------------------------------------------- | ---------------- | --------------- | ------ |
|           | David Dacko (1x) (1930-2003)                                                    | 14 augustus 1960 | 1 januari 1966  | MESAN  |
|           | Jean-Bédel Bokassa (1921-1996) (van okt.-dec. 1976: Salah Eddine Ahmed Bokassa) | 1 januari 1966   | 4 december 1976 | MESAN  |

### Keizer (1976-1979)
| Monarch | Monarch               | Regeringsperiode | Regeringsperiode  | Partij |
| ------- | --------------------- | ---------------- | ----------------- | ------ |
|         | Bokassa I (1921-1996) | 4 december 1976  | 20 september 1979 | MESAN  |

### Presidenten van de Centraal-Afrikaanse Republiek (1979-heden)
| President | President                                                                        | Ambtstermijn           | Ambtstermijn           | Partij                          |
| --------- | -------------------------------------------------------------------------------- | ---------------------- | ---------------------- | ------------------------------- |
|           | David Dacko (2x) (1930-2003)                                                     | 20 september 1979      | 1 september 1981       | MESAN; 1979 UDC                 |
|           | André Dieudonné Kolingba (1935-2010) (tot 21 november 1981 waarnemend president) | 1 september 1981       | 22 oktober 1993        | Mil.; 1985 RDC                  |
|           | Ange-Félix Patassé (1937-2011)                                                   | 22 oktober 1993        | 15 maart 2003          | MLPC                            |
|           | François Bozizé-Yangouvonda (1946) (tot 11 juni 2003 waarnemend president)       | 15 maart 2003          | 24 maart 2013          | Mil. n/p                        |
|           | Michel Djotodia (1949) (vanaf 18 augustus 2013 waarnemend president)             | 24 maart 2013          | 10 januari 2014        | UFDR                            |
|           | Alexandre-Ferdinand Nguendet (1972) (interim)                                    | 10 t/m 23 januari 2014 | 10 t/m 23 januari 2014 | RPR                             |
|           | Catherine Samba-Panza (1954) (waarnemend)                                        | 23 januari 2014        | 30 maart 2016          | n/p                             |
|           | Faustin-Archange Touadéra (1957)                                                 | 30 maart 2016          | heden                  | n/p (tot 2019) MCU (sinds 2019) |

Afkortingen:
- MESAN = Mouvement pour l'Évolution Sociale de l'Afrique Noire (Beweging voor de Emancipatie van de Zwarte Afrikanen, enige toegestane partij 1962-79)
- UDC = Union Démocratique Centrafricain (Democratische Unie van Centraal-Afrika)
- MLPC = Mouvement pour la Libération du Peuple Centraficain (Bevrijdingsbeweging van het Centraal-Afrikaanse Volk, socialistisch)
- UFDR = Union des Forces Démocratiques pour le Rassemblement (Unie van Democratische Krachten voor Eenheid)
- RPR = Rassemblement pour la République (Rally voor de Republiek)
- MCU = Mouvement Cœurs Unis (Beweging Verenigde Harten)
- Mil. = militair
- n/p = partijloos